# Promops centralis
Promops centralis (Thomas, 1915) è un pipistrello della famiglia dei Molossidi diffuso nell'America centrale e meridionale.

## Descrizione

### Dimensioni
Pipistrello di medie dimensioni, con la lunghezza della testa e del corpo tra 56 e 88 mm, la lunghezza dell'avambraccio tra 51 e 57 mm, la lunghezza della coda tra 45 e 62 mm, la lunghezza del piede tra 10 e 13 mm, la lunghezza delle orecchie tra 14 e 16 mm e un peso fino a 25 g.

### Aspetto
La pelliccia è di lunghezza media, densa e vellutata e si estende lungo il bordo interno dorsale dell'avambraccio. Le parti dorsali sono marroni scure, bruno-rossastre o nerastre con la base dei peli chiara, mentre le parti ventrali sono bruno-grigiastre scure. Il muso è corto, stretto, elevato, con le narici situate in punta e che si aprono frontalmente. Il labbro superiore è privo di pliche cutanee, mentre sono presenti dei ciuffi di setole sopra la bocca. Le orecchie sono corte, triangolari con l'estremità arrotondata ed unite anteriormente alla base, dove è presente una cresta di lunghi peli. Il trago è piccolo e nascosto dietro l'antitrago, il quale è grande, rotondo e compresso alla base. Le membrane alari sono lunghe e strette. La coda è lunga, tozza e si estende per circa la metà oltre l'uropatagio. Il cariotipo è 2n=48 FNa=58.

## Biologia

### Comportamento
Si rifugia in piccoli gruppi fino a 6 individui sotto le fronde delle palme, nelle cavità degli alberi e sotto cortecce esfoliate.

### Alimentazione
Si nutre di insetti.

### Riproduzione
Femmine che allattavano sono state catturate in aprile, agosto, novembre e dicembre.

## Distribuzione e habitat
Questa specie è diffusa nel continente americano dal Messico sud-occidentale fino all'Argentina nord-orientale eccetto gran parte del bacino amazzonico brasiliano. È inoltre presente sull'isola di Trinidad.
Vive foreste tropicali decidue e sempreverdi secche, pinete, querceti, città e pianure fino a 1.800 metri di altitudine.

## Tassonomia
Sono state riconosciute 3 sottospecie:
- P.c.centralis: dagli stati messicani di Jalisco e della Penisola dello Yucatán attraverso il Guatemala fino all'Honduras e Nicaragua occidentali e Panama, Colombia, Venezuela; Guyana, Suriname e Guyana francese settentrionali, stato brasiliano di Pará. È presente anche sull'isola di Trinidad.
- P.c.davisoni (Thomas, 1921): Ecuador occidentale, Perù nord-occidentale;
- P.c.occultus (Thomas, 1915): Ecuador e Perù orientali, stati brasiliani di Acre e Mato Grosso do Sul, Bolivia centrale, Paraguay orientale, Argentina nord-orientale.

## Conservazione
La IUCN Red List, considerato il vasto areale e la popolazione presumibilmente numerosa, classifica P.centralis come specie a rischio minimo (Least Concern)).